# Trichospermum heliotrichum
Trichospermum heliotrichum är en malvaväxtart som beskrevs av Kostermans. Trichospermum heliotrichum ingår i släktet Trichospermum och familjen malvaväxter. Inga underarter finns listade i Catalogue of Life.